# Christoph Friedrich Karl von Kölle

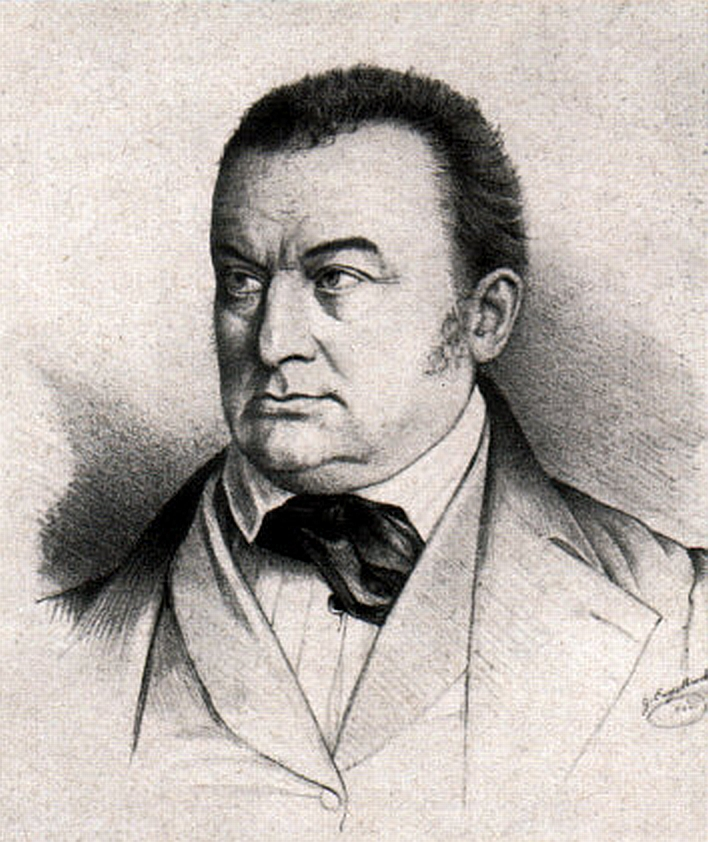
Christoph Friedrich Karl von Kölle. Lithografie von Georg Engelbach (1817–1894) aus dem Jahr 1844

Christoph Friedrich Karl Kölle, ab 1828 von Kölle, (meist kurz Friedrich Kölle; * 11. Februar 1781 in Stuttgart; † 12. September 1848 ebenda) war ein Diplomat des Königreichs Württemberg, Literat der Schwäbischen Dichterschule der Romantik und später des Biedermeier/Vormärz sowie Gemäldesammler.

## Leben
Kölle studierte Jura an der Universität Tübingen.
Nach Aufenthalten in Paris, Den Haag und München wurde Kölle 1809 als Legationssekretär der Württembergischen Gesandtschaft nach Karlsruhe versetzt. Ab 1817 war er im Range eines Legationsrates Geschäftsträger für das Königreich Württemberg am päpstlichen Hof in Rom. Er hielt sich bis 1833 in Rom auf. 1828 wurde Kölle mit dem Ritterkreuz des Ordens der württembergischen Krone ausgezeichnet, welches mit dem persönlichen Adelstitel verbunden war.
Ab 1821 war Kölle zudem Beauftragter der am Bundestag des Deutschen Bundes in der damaligen Freien Stadt Frankfurt am Main versammelten protestantischen Fürsten. In diesen Positionen beeinflusste der Freimaurer Kölle wesentlich die kirchenpolitische Entwicklung der Oberrheinischen Kirchenprovinz in der Zeit des Vormärz. Kölle war 1840 Wiederbegründer und erster Meister vom Stuhl der Loge Zu den drei Cedern in Stuttgart.
Seit 1838 gab Kölle zusammen mit seinem Vetter Hermann Hauff in Stuttgart die Deutsche Vierteljahrsschrift heraus und veröffentlichten darin verschiedene Aufsätze, unter anderem zum Thema Rasse, was von Heinrich Heine mehrfach mit heftiger polemischer Kritik bedacht wurde: „[…] ihr Redakteur, der Diplomat Kölle […], ist der eingefleischteste Raçenmäkler, und sein drittes Wort ist immer Germanische, Romanische und Semitische Raçe […]“
Die Gemäldesammlung Kölles wurde 1848 der Eberhard Karls Universität Tübingen gestiftet. Sie  umfasst 50 Gemälde bzw. Kopien von Gemälden alter Meister aus dem 15. bis 19. Jahrhundert. Die Sammlung ist Bestandteil der universitären Gemäldesammlung und wird vom Museum der Universität Tübingen MUT verwaltet.
Autographen von Kölle befinden sich heute im Deutschen Literaturarchiv Marbach.
Kölle war seit seiner Karlsruher Zeit mit Johann Peter Hebel befreundet. Er ist dabei als „Adjunkt des Hausfreundes“ in einige Kalendergeschichten eingegangen, die Hebel später im Schatzkästlein des rheinischen Hausfreundes zusammenfasste.

## Werke
Erste literarische Werke entstanden u. a. für Das Sonntagsblatt für gebildete Stände, eine 1807 von Justinus Kerner in handschriftlicher Form herausgegebene und in nur acht Folgen erschienene Zeitschrift der Tübinger Romantiker um Kerner und Ludwig Uhland, sowie für den ebenfalls von Kerner 1812 in Heidelberg herausgegebenen Poetischen Almanach für das Jahr 1812, der die sogenannte „Schwäbische Romantik“ begründete. Sein Beitrag für letztere wird in der Jenaischen allgemeinen Literatur-Zeitung vom Rezensenten (Kürzel „T.Z.“) lapidar kommentiert mit „Mehr Verstand als Phantasie“.
- 1806: Das österreichische Kaiserhaus und Schwaben: ein Versuch. Tübingen
- 1840: Erlebtes von 1813 .... In: Deutsche Pandora, 1, Stuttgart
- 1834: Rom im Jahre 1833: mit einem Grundriß der Stadt Rom. Stuttgart u. Tübingen: Cotta
- 1836: Paris im Jahre 1836: mit einem Grundriß von Paris. Stuttgart u. Augsburg: Cotta
- 1836: Betrachtungen über das Gebet des Herrn. Stuttgart u. Tübingen: Cotta
- 1836: Hundert Paragraphen über Schwaben überhaupt und Württemberg insbesondere
- 1838: Baltasar Gracián y Morales (1601–1658): Männerschule. Aus dem Spanischen übersetzt von Fr. Kölle. Stuttgart: Metzler
- 1838: Betrachtungen über Diplomatie. Stuttgart u. Tübingen: Cotta (Digitalisat)
- 1840: Baden-Baden und die Spielbank. Stuttgart
- 1841: Aufzeichnungen eines nachgeborenen Prinzen aus der nachgelassenen französischen Handschrift, übersetzt von „G. G. v. R.“ (Pseudonym für Fr. Koelle), Stuttgart u. Tübingen: Cotta (2. unveränd. Aufl.: 1842)
- 1841: Stellung der Freimaurerei zu den Hauptfragen unserer Zeit. Frankfurt am Main: Naumann
- 1844: Einige Anliegen Deutschlands. Besprochen von Fr. Kölle, 2 Theile, Stuttgart: Hallberger
- 1848: Italiens Zukunft: Beiträge zur Berechnung der Erfolge der gegenwärtigen Bewegung. Stuttgart u. Tübingen